# AFK Sokol Semice
AFK Sokol Semice je fotbalový klub z Semic (okres Nymburk), účastník České fotbalové ligy. Byl založen v roce 1914.

## Historie
AFK Sokol Semice byl založen v roce 1914 jako SK Semice. Po dobu své existence působil především okresních nebo krajských soutěžích, k největším úspěchům v historii patří šestileté působení v ČFL (3. nejvyšší soutěž) v letech 1997–2003 a v divizi (4. nejvyšší soutěž) v sezonách 1995/96, 1996/97 a 2003/04.
- Sezóna 1993/1994 Krajský přebor – 2. místo
- Sezóna 1994/1995 Krajský přebor – 1. místo (postup)
- Sezóna 1995/1996 Divize C – 6. místo
- Sezóna 1996/1997 Divize C – 2. místo (postup za SK Rakovník)
- Sezóna 1997/1998 ČFL – 9. místo
- Sezóna 1998/1999 ČFL – 5. místo
- Sezóna 1999/2000 ČFL – 15. místo
- Sezóna 2000/2001 ČFL – 13. místo
- Sezóna 2001/2002 ČFL – 15. místo
- Sezóna 2002/2003 ČFL – 18. místo (sestup)
- Sezóna 2003/2004 Divize C – 16. místo (sestup)
- Sezóna 2004/2005 Krajský přebor – 8. místo
- Sezóna 2005/2006 Krajský přebor – 11. místo
- Sezóna 2006/2007 Krajský přebor – 5. místo
- Sezóna 2007/2008 Krajský přebor – 11. místo
- Sezóna 2008/2009 Krajský přebor – 7. místo
- Sezóna 2009/2010 Krajský přebor – 13. místo (sestup)
- Sezóna 2010/2011 1. A třída – 7. místo
- Sezóna 2011/2012 1. A třída – 6. místo (postup)
- Sezóna 2012/2013 Krajský přebor – 13. místo
- Sezóna 2013/2014 Krajský přebor – 13. místo
- Sezóna 2014/2015 Krajský přebor – 14. místo
- Sezóna 2015/2016 Krajský přebor – 11. místo
- Sezóna 2016/2017 Krajský přebor – 14. místo
- Sezóna 2017/2018 Krajský přebor – 15. místo (sestup)
- Sezóna 2018/2019 1. A třída – 16. místo (sestup)
- Sezóna 2019/2020 1. B třída

## Historické názvy
- SK Semice (Sportovní klub Semice)
- SK PolabanSemice (Sportovní klub Polaban Semice)
- AFK Semice
- DSO Sokol Semice (Dobrovolná sportovní organizace Sokol Semice)
- TJ Sokol JZD Semice (Tělovýchovná jednota Sokol Jednotné zemědělské družstvo Semice)
- AFK Sokol Semice